# Otterwisch
Otterwisch este o comună din landul Saxonia, Germania. Se află la o altitudine de 159 m deasupra nivelului mării. Are o suprafață de 22,76 km². Populația este de 1.380 locuitori, determinată în 30 septembrie 2019, prin actualizare statistică[*].